# Oltmannsfehn
Oltmannsfehn ist ein Ortsteil in der Gemeinde Uplengen im Landkreis Leer in Ostfriesland in Niedersachsen. Er gliedert sich in die Dörfer Ockenhausen und Oltmannsfehn. Ortsvorsteher ist Robert Schäfer.

## Geschichte
Oltmannsfehn wurde 1813 gegründet. Der Ort wurde nach dem ersten Siedler Oltmann Leenderts genannt. Oltmann Leenderts verzog im Jahr 1808 mit seiner siebenköpfigen Familie von Busboomsfehn „hinter Poghausen“. Um 1812 erhielt die neue Siedlung ihren heutigen Namen.
Am 1. Januar 1973 wurde Oltmannsfehn in die neue Gemeinde Uplengen eingegliedert.

## Vereine
- Boßelverein „Fix Weg“ Oltmannsfehn
- Freiwillige Feuerwehr Oltmannsfehn-Ockenhausen[3]